# Sertularia heteroclada
Sertularia heteroclada är en nässeldjursart som först beskrevs av Jäderholm 1902.  Sertularia heteroclada ingår i släktet Sertularia och familjen Sertulariidae. Inga underarter finns listade i Catalogue of Life.